# (505624) 2014 GU53
(505624) 2014 GU53 ist ein großes transneptunisches Objekt im Kuipergürtel, das bahndynamisch als erweitertes Scattered Disk Object (DO) oder als Cubewano (CKBO) eingestuft wird. Aufgrund seiner Größe gehört der Asteroid zu den Zwergplanetenkandidaten.

## Entdeckung
2014 GU53 wurde am 8. April 2014 von einem Astronomenteam, bestehend aus B. Gibson, T. Goggia, N. Primak, A. Schultz und M. Willman, auf Bildern, die im Rahmen des Pan-STARRS-Projekts mit dem 1,8-m-Ritchey-Chretien-Teleskop (PS1) am Haleakalā-Observatorium (Maui) am 18. August 2010 entstanden, entdeckt. Die Entdeckung wurde am 16. Juli 2016 bekanntgegeben, der Planetoid erhielt später von der IAU die Kleinplaneten-Nummer 505624.
Nach seiner Entdeckung ließ sich 2014 GU53 auf Fotos, die ebenfalls im Rahmen des Pan-STARRS gemacht wurden, bis zum 24. April 2012 zurückgehend identifizieren und so seinen Beobachtungszeitraum um zwei Jahre verlängern, um so seine Umlaufbahn genauer zu berechnen. Seither wurde der Planetoid durch verschiedene erdbasierte Teleskope beobachtet. Im November 2017 lagen insgesamt 126 Beobachtungen über einen Zeitraum von 6 Jahren vor. Die bisher letzte Beobachtung wurde im April 2018 am Apache-Point-Observatorium (New Mexico) durchgeführt. (Stand 26. März 2019)

## Eigenschaften

### Umlaufbahn
2014 GU53 umkreist die Sonne in 290,52 Jahren auf einer leicht elliptischen Umlaufbahn zwischen 36,14 AE und 51,58 AE Abstand zu deren Zentrum. Die Bahnexzentrizität beträgt 0,176, die Bahn ist 23,49° gegenüber der Ekliptik geneigt. Derzeit ist der Planetoid 38,32 AE von der Sonne entfernt. Das Perihel durchläuft er das nächste Mal 2049, der letzte Periheldurchlauf dürfte also im Jahre 1758 erfolgt sein.
Marc Buie (DES) klassifiziert den Planetoiden als erweitertes SDO (ESDO bzw. DO), während vom Minor Planet Center keine spezifische Einstufung existiert; letzteres ordnet ihn als Nicht-SDO und allgemein als «Distant Object» ein. Das Johnston’s Archive führt ihn dagegen als Cubewano auf, wobei er zu den bahndynamisch „heißen“ klassischen KBO gehören würde.

### Größe
Derzeit wird von einem Durchmesser von 315 km ausgegangen, basierend auf einem Rückstrahlvermögen von 8 % und einer absoluten Helligkeit von 5,9 m. Ausgehend von diesem Durchmesser ergibt sich eine Gesamtoberfläche von etwa 312.000 km2. Die scheinbare Helligkeit von 2014 GU53 beträgt 21,83 m.
Da es denkbar ist, dass sich 2014 GU53 aufgrund seiner Größe im hydrostatischen Gleichgewicht befindet und somit weitgehend rund sein könnte, erfüllt er möglicherweise die Kriterien für eine Einstufung als Zwergplanet. Mike Brown geht davon aus, dass es sich bei 2014 GU53 um vielleicht einen Zwergplaneten handelt.
| Jahr                                         | Abmessungen km | Quelle   |
| -------------------------------------------- | -------------- | -------- |
| 2018                                         | 336,0          | Johnston |
| 2018                                         | 315,0          | Brown    |
| Die präziseste Bestimmung ist fett markiert. |                |          |